# UD Ibiza
Unión Deportiva Ibiza – hiszpański klub piłkarski z siedzibą w Ibizie na Balearach. Klub powstał w 2015 roku i obecnie występuje w Primera Federación, rozgrywając domowe mecze na Palladium Can Misses, którego pojemność wynosi 6 tysiąca miejsc.

## Historia
UD Ibiza została założona w 2015 roku jako zastępstwo dla klubu UD Ibiza-Eivissa, który przez dwa sezony występował w Segunda División B. W czerwcu 2017 roku drużyna po dwóch latach spędzonych w ligach regionalnych awansowała do Tercera División.
7 sierpnia 2018 roku po tym, jak RFEF zablokowało Lorca FC możliwość gry w Segunda División B, Ibiza spłaciła długi klubu i tym samym uzyskała administracyjny awans na trzeci poziom rozgrywkowy.
W sezonie 2019/20 klub po raz pierwszy w swojej historii rywalizował w Pucharze Króla. Pokonał wówczas Pontevedrę i Albacete Balompié. Jednakże w 1/16 finału przegrał u siebie 1:2 z FC Barceloną, chociaż jeszcze 20 minut przed końcem meczu prowadził z obrońcami tytułu.
23 maja 2021 Ibiza pokonała UCAM Murcia CF w finale baraży o awans i po raz pierwszy dostała się do Segunda División.

## Sezon po sezonie
| Sezon   | Poziom | Liga       | Miejsce | Puchar Króla |
| ------- | ------ | ---------- | ------- | ------------ |
| 2015/16 | 5      | Reg. Pref. | 4.      |              |
| 2016/17 | 5      | Reg. Pref. | 1.      |              |
| 2017/18 | 4      | 3ª         | 3.      |              |
| 2018/19 | 3      | 2ª B       | 6.      |              |
| 2019/20 | 3      | 2ª B       | 2.      | 1/16 finału  |
| 2020/21 | 3      | 2ª B       | 1. / 1. | 1/16 finału  |
| 2021/22 | 2      | 2ª         | 15.     | 2 runda      |
| 2022/23 | 2      | 2ª         | 21.     | 2 runda      |
| 2023/24 | 3      | 2ª B       | 4.      | 1 runda      |

- 2 sezon w Segunda División
- 4 sezony w Segunda División B
- 1 sezon w Tercera División
- 2 sezony w Categorías Regionales